# 美穗龙竹
美穗龙竹（学名：Dendrocalamus calostachyus）为禾本科牡竹属下的一个种。

## 扩展阅读
- 維基物種上的相關：美穗龙竹